# マキシム・ブエ
マキシム・ブエ（Maxime Bouet、1986年11月3日 - ）は、フランス、ベレー (フランス)出身の自転車競技（ロードレース）選手。

## 来歴
2008年、アグリチュベルに加入。
- シルキュイ・ド・ロレーヌ 総合4位

2009年
ブークル・ド・ロルヌ 優勝
グランプリ・ドゥヴェルテュール・ラ・マルセイエーズ 7位
グロサー・プライス・デス・カントン・アールガウ 7位
ツール・ド・フランス 総合69位初完走
2010年、AG2R・ラ・モンディアルに移籍。
- ツール・ド・レン 区間優勝
- グラン・プレミオ・ディ・ルガーノ 4位
- グラン・プレミオ＝ミゲル・インドゥライン 7位
- シルキュイ・ド・ロレーヌ 総合9位
- ブークル・ド・ロルヌ 10位
- ツール・ド・フランス 総合105位

2011年
- ツール・ド・ヴァンデ 3位
- グラン・プレミオ・インドゥストリア・エ・コッメルチョ・ディ・プラート 4位
- フランス選手権 個人ロード 5位
- エトワール・ド・ベセージュ 総合8位
- ツール・ド・フランス 総合54位

2012年
- エトワール・ド・ベセージュ 総合5位
- ツール・デュ・オー・ヴァル 総合8位
- ツール・ド・フランス 総合55位
- ブエルタ・ア・エスパーニャ 総合20位

2013年
- ジロ・デル・トレンティーノ 区間優勝 総合3位
- グランプリ・ドゥヴェルテュール・ラ・マルセイエーズ 6位
- クリテリウム・アンテルナシオナル 総合7位
- ツアー・オブ・オマーン 総合10位

2015年
- エティックス・クイックステップに移籍。

2017年
- フォルテュネオ・オスカロに移籍。

2018年
- ツール・ド・サヴォワ・モンブラン（英語版） 区間優勝(第1ステージ)